# Streetball nos Jogos Asiáticos da Juventude de 2009
As competições de streetball (chamado oficialmente de FIBA 33) nos Jogos Asiáticos da Juventude de 2009 ocorreram entre 1 e 4 de julho. Dois torneios foram disputados.

## Calendário
| Junho/Julho | 20 | 22 | 24 | 27 | 29 | 30 | 1 | 2 | 3 | 4 | 5 | 6 | 7 | Finais |
| ----------- | -- | -- | -- | -- | -- | -- | - | - | - | - | - | - | - | ------ |
| Streetball  |    |    |    |    |    |    |   |   |   | 2 |   |   |   | 2      |

## Quadro de medalhas
| Ordem | País          | Medalha de ouro | Medalha de prata | Medalha de bronze |   |
| ----- | ------------- | --------------- | ---------------- | ----------------- | - |
| 1     | China         | 1               | 1                |                   | 2 |
| 2     | Japão         | 1               |                  |                   | 1 |
| 3     | Irã           |                 | 1                |                   | 1 |
| 4     | Coreia do Sul |                 |                  | 2                 | 2 |
| TOTAL | TOTAL         | 2               | 2                | 2                 | 6 |

## Medalhistas
| Evento    | Ouro      | Prata     | Bronze            |
| Masculino | CHN China | IRI Irã   | KOR Coreia do Sul |
| Feminino  | JPN Japão | CHN China | KOR Coreia do Sul |

## Resultados

### Masculino

#### Primeira fase
| Grupo A | Grupo A                |
| ------- | ---------------------- |
| 1       | Tailândia              |
| 2       | Emirados Árabes Unidos |
| 3       | Palestina              |
| 4       | Bangladesh             |
| 5       | Malásia                |

| Grupo B | Grupo B       |
| ------- | ------------- |
| 1       | Coreia do Sul |
| 2       | Sri Lanka     |
| 3       | Catar         |
| 4       | Nepal         |
| 5       | Quirguistão   |

| Grupo C | Grupo C   |
| ------- | --------- |
| 1       | Filipinas |
| 2       | Irão      |
| 3       | Japão     |
| 4       | Jordânia  |
| 5       | Mongólia  |

| Grupo D | Grupo D     |
| ------- | ----------- |
| 1       | China       |
| 2       | Singapura   |
| 3       | Índia       |
| 4       | Uzbequistão |

#### Segunda fase
|  | Quartas-de-final       | Quartas-de-final |            |           | Semifinais     | Semifinais     |  |  | Final      | Final |
|  |                        |                  |            |           |                |                |  |  |            |       |
|  | 3 de julho             |                  |            |           |                |                |  |  |            |       |
|  |                        |                  |            |           |                |                |  |  |            |       |
|  | Tailândia              | 19               |            |           |                |                |  |  |            |       |
|  | Tailândia              | 19               | 4 de julho |           |                |                |  |  |            |       |
|  | Irão                   | 33               |            |           |                |                |  |  |            |       |
|  | Irão                   | 33               | Irão       | 33        |                |                |  |  |            |       |
|  | 3 de julho             |                  | Irão       | 33        |                |                |  |  |            |       |
|  |                        | Coreia do Sul    | 28         |           |                |                |  |  |            |       |
|  | Coreia do Sul          | Coreia do Sul    | 28         | 34        |                |                |  |  |            |       |
|  | Coreia do Sul          |                  | 4 de julho | 34        |                |                |  |  |            |       |
|  | Singapura              | 24               |            |           |                |                |  |  |            |       |
|  | Singapura              | 24               | Irão       | 26        |                |                |  |  |            |       |
|  | 3 de julho             |                  | Irão       | 26        |                |                |  |  |            |       |
|  |                        | China            | 29         |           |                |                |  |  |            |       |
|  | Filipinas              | China            | 29         | 33        |                |                |  |  |            |       |
|  | Filipinas              | 4 de julho       |            | 33        |                |                |  |  |            |       |
|  | Emirados Árabes Unidos | 9                |            |           |                |                |  |  |            |       |
|  | Emirados Árabes Unidos | 9                | Filipinas  | 31        | Terceiro lugar | Terceiro lugar |  |  |            |       |
|  | 3 de julho             |                  | Filipinas  | 31        | Terceiro lugar | Terceiro lugar |  |  |            |       |
|  |                        | China            | 34         |           |                |                |  |  |            |       |
|  | China                  | China            | 34         | 34        | Coreia do Sul  | 33             |  |  |            |       |
|  | China                  |                  |            | 34        | Coreia do Sul  | 33             |  |  |            |       |
|  | Sri Lanka              | 9                |            | Filipinas | 29             |                |  |  |            |       |
|  | Sri Lanka              | 9                |            |           | 29             |                |  |  |            |       |
|  |                        |                  |            |           |                |                |  |  | 4 de julho |       |
|  |                        |                  |            |           |                |                |  |  |            |       |

### Feminino

#### Primeira fase
| Grupo A | Grupo A   |
| ------- | --------- |
| 1       | Tailândia |
| 2       | Indonésia |
| 3       | Jordânia  |
| 4       | Malásia   |

| Grupo B | Grupo B       |
| ------- | ------------- |
| 1       | Japão         |
| 2       | Coreia do Sul |
| 3       | Nepal         |
| 4       | Kuwait        |

| Grupo C | Grupo C   |
| ------- | --------- |
| 1       | China     |
| 2       | Índia     |
| 3       | Singapura |
| 4       | Bahrein   |

| Grupo D | Grupo D     |
| ------- | ----------- |
| 1       | Filipinas   |
| 2       | Sri Lanka   |
| 3       | Uzbequistão |
| 4       | Cazaquistão |

#### Segunda fase
|  | Quartas-de-final | Quartas-de-final |            |               | Semifinais     | Semifinais     |  |  | Final      | Final |
|  |                  |                  |            |               |                |                |  |  |            |       |
|  | 3 de julho       |                  |            |               |                |                |  |  |            |       |
|  |                  |                  |            |               |                |                |  |  |            |       |
|  | Tailândia        | 34               |            |               |                |                |  |  |            |       |
|  | Tailândia        | 34               | 4 de julho |               |                |                |  |  |            |       |
|  | Índia            | 19               |            |               |                |                |  |  |            |       |
|  | Índia            | 19               | Tailândia  | 13            |                |                |  |  |            |       |
|  | 3 de julho       |                  | Tailândia  | 13            |                |                |  |  |            |       |
|  |                  | Japão            | 33         |               |                |                |  |  |            |       |
|  | Japão            | Japão            | 33         | 33            |                |                |  |  |            |       |
|  | Japão            |                  | 4 de julho | 33            |                |                |  |  |            |       |
|  | Sri Lanka        | 2                |            |               |                |                |  |  |            |       |
|  | Sri Lanka        | 2                | Japão      | 33            |                |                |  |  |            |       |
|  | 3 de julho       |                  | Japão      | 33            |                |                |  |  |            |       |
|  |                  | China            | 32         |               |                |                |  |  |            |       |
|  | China            | China            | 32         | 34            |                |                |  |  |            |       |
|  | China            | 4 de julho       |            | 34            |                |                |  |  |            |       |
|  | Indonésia        | 13               |            |               |                |                |  |  |            |       |
|  | Indonésia        | 13               | China      | 33            | Terceiro lugar | Terceiro lugar |  |  |            |       |
|  | 3 de julho       |                  | China      | 33            | Terceiro lugar | Terceiro lugar |  |  |            |       |
|  |                  | Coreia do Sul    | 23         |               |                |                |  |  |            |       |
|  | Filipinas        | Coreia do Sul    | 23         | 21            | Tailândia      | 30             |  |  |            |       |
|  | Filipinas        |                  |            | 21            | Tailândia      | 30             |  |  |            |       |
|  | Coreia do Sul    | 32               |            | Coreia do Sul | 34             |                |  |  |            |       |
|  | Coreia do Sul    | 32               |            |               | 34             |                |  |  |            |       |
|  |                  |                  |            |               |                |                |  |  | 4 de julho |       |
|  |                  |                  |            |               |                |                |  |  |            |       |